# Henri Cochet
Henri Jean Cochet (ur. 14 grudnia 1901 w Lyonie, zm. 1 kwietnia 1987 w Paryżu) – francuski tenisista, jeden z „Czterech Muszkieterów Tenisa”.

## Kariera tenisowa
W grze pojedynczej Cochet zwyciężył w siedmiu turniejach wielkoszlemowych i trzy razu awansował do finału. W grze podwójnej Cochet odniósł pięć wielkoszlemowych triumfów, a także sześciokrotnie awansował do finału. W grze mieszanej tenisista francuski wywalczył trzy wielkoszlemowe tytuły oraz osiągnął dwa finały.
W 1924 roku Cochet wziął udział w igrzyskach olimpijskich w Paryżu, podczas których zdobył dwa srebrne medale, w singlu oraz w deblu.
W półfinale Wimbledonu w 1927 roku pokonał w pięciu setach uznawanego za jednego z najlepszych zawodników i strategów w historii tenisa, Williama Tildena, mimo że ten prowadził już 6:2, 6:4, 5:1 i 15:0. Od tego momentu Francuz zdobył siedemnaście punktów z rzędu.
W 1928 roku Cochet został uznany za lidera światowego tenisa, zastępując amerykańskiego mistrza Williama Tildena.
Wspólnie z drużyną narodową, Jeanem Borotrą, René Lacoste’em i Jacquesem Brugnonem zdobył sześciokrotnie Puchar Davisa w latach 1927–1932. Reprezentował Francję w tych rozgrywkach w latach 1922–1933, występując łącznie w 58 meczach, z których 44 wygrał.
Do legendy polskiego tenisa przeszło spotkanie Cocheta z Maksymilianem Stolarowem w 1931 roku, kiedy na korcie Legii Warszawa wygrał z nim pojedynek singlowy w towarzyskim spotkaniu jako reprezentant paryskiego Racing Club. Po czterech setach stan spotkania brzmiał 2:2, a w piątym secie Stolarow prowadził 5:4. Według niektórych obserwatorów, nieprawidłowo nie zaliczono Stolarowowi piłki meczowej.
W 1976 roku Cochet został przyjęty do Międzynarodowej Tenisowej Galerii Sławy (ang. International Tennis Hall of Fame).

### Finały w turniejach wielkoszlemowych

#### Gra pojedyncza (7–3)
| Końcowy wynik | Nr | Data | Turniej                                   | Nawierzchnia | Przeciwnik         | Wynik finału            |
| ------------- | -- | ---- | ----------------------------------------- | ------------ | ------------------ | ----------------------- |
| Zwycięzca     | 1. | 1926 | French Championships, Paryż               | Ceglana      | René Lacoste       | 6:2, 6:4, 6:3           |
| Zwycięzca     | 2. | 1927 | Wimbledon, Londyn                         | Trawiasta    | Jean Borotra       | 4:6, 4:6, 6:3, 6:4, 7:5 |
| Zwycięzca     | 3. | 1928 | French Championships, Paryż               | Ceglana      | René Lacoste       | 5:7, 6:3, 6:1, 6:3      |
| Finalista     | 1. | 1928 | Wimbledon, Londyn                         | Trawiasta    | René Lacoste       | 1:6, 6:4, 4:6, 2:6      |
| Zwycięzca     | 4. | 1928 | U.S. National Championships, Forest Hills | Trawiasta    | Francis Hunter     | 4:6, 6:4, 3:6, 7:5, 6:3 |
| Zwycięzca     | 5. | 1929 | Wimbledon, Londyn                         | Trawiasta    | Jean Borotra       | 6:4, 6:3, 6:4           |
| Zwycięzca     | 6. | 1930 | French Championships, Paryż               | Ceglana      | William Tilden     | 3:6, 8:6, 6:3, 6:1      |
| Zwycięzca     | 7. | 1932 | French Championships, Paryż               | Ceglana      | Giorgio de Stefani | 6:0, 6:4, 4:6, 6:3      |
| Finalista     | 2. | 1932 | U.S. National Championships, Forest Hills | Trawiasta    | Ellsworth Vines    | 4:6, 4:6, 4:6           |
| Finalista     | 3. | 1933 | French Championships, Paryż               | Ceglana      | Jack Crawford      | 6:8, 1:6, 3:6           |

#### Gra podwójna (5–6)
| Końcowy wynik | Nr | Data | Turniej                     | Nawierzchnia | Partner         | Przeciwnicy                      | Wynik finału              |
| ------------- | -- | ---- | --------------------------- | ------------ | --------------- | -------------------------------- | ------------------------- |
| Finalista     | 1. | 1925 | French Championships, Paryż | Ceglana      | Jacques Brugnon | Jean Borotra René Lacoste        | 5:7, 6:4, 3:6, 6:2, 3:6   |
| Finalista     | 2. | 1926 | French Championships, Paryż | Ceglana      | Jacques Brugnon | Howard Kinsey Vincent Richards   | 4:6, 1:6, 6:4, 4:6        |
| Zwycięzca     | 1. | 1926 | Wimbledon, Londyn           | Trawiasta    | Jacques Brugnon | Howard Kinsey Vincent Richards   | 7:5, 4:6, 6:3, 6:2        |
| Zwycięzca     | 2. | 1927 | French Championships, Paryż | Ceglana      | Jacques Brugnon | Jean Borotra René Lacoste        | 2:6, 6:2, 6:0, 1:6, 6:4   |
| Finalista     | 3. | 1927 | Wimbledon, Londyn           | Trawiasta    | Jacques Brugnon | Francis Hunter William Tilden    | 6:1, 6:4, 6:8, 3:6, 4:6   |
| Finalista     | 4. | 1928 | French Championships, Paryż | Ceglana      | Ren de Buzelet  | Jacques Brugnon Jean Borotra     | 4:6, 6:3, 2:6, 6:3, 4:6   |
| Zwycięzca     | 3. | 1928 | Wimbledon, Londyn           | Trawiasta    | Jacques Brugnon | Gerald Patterson John Hawkes     | 13:11, 6:4, 6:4           |
| Finalista     | 5. | 1929 | French Championships, Paryż | Ceglana      | Jacques Brugnon | Jean Borotra René Lacoste        | 3:6, 6:3, 3:6, 6:3, 6:8   |
| Zwycięzca     | 4. | 1930 | French Championships, Paryż | Ceglana      | Jacques Brugnon | Harry Hopman James Willard       | 6:3, 9:7, 6:3             |
| Finalista     | 6. | 1931 | Wimbledon, Londyn           | Trawiasta    | Jacques Brugnon | George Lott John Van Ryn         | 2:6, 8:10, 11:9, 6:3, 3:6 |
| Zwycięzca     | 5. | 1932 | French Championships, Paryż | Ceglana      | Jacques Brugnon | Christian Boussus Marcel Bernard | 6:4, 3:6, 7:5, 6:3        |

#### Gra mieszana (3–2)
| Końcowy wynik | Nr | Data | Turniej                                   | Nawierzchnia | Partnerka      | Przeciwnicy                           | Wynik finału  |
| ------------- | -- | ---- | ----------------------------------------- | ------------ | -------------- | ------------------------------------- | ------------- |
| Finalista     | 1. | 1925 | French Championships, Paryż               | Ceglana      | Didi Vlasto    | Suzanne Lenglen Jacques Brugnon       | 2:6, 2:6      |
| Zwycięzca     | 1. | 1927 | U.S. National Championships, Forest Hills | Trawiasta    | Eileen Bennett | Hazel Hotchkiss Wightman René Lacoste | 6:2, 6:0, 6:3 |
| Zwycięzca     | 2. | 1928 | French Championships, Paryż               | Ceglana      | Eileen Bennett | Helen Wills Moody Francis Hunter      | 3:6, 6:3, 6:3 |
| Zwycięzca     | 3. | 1929 | French Championships, Paryż               | Ceglana      | Eileen Bennett | Helen Wills Moody Francis Hunter      | 6:3, 6:2      |
| Finalista     | 2. | 1930 | French Championships, Paryż               | Ceglana      | Eileen Bennett | Cilly Aussem William Tilden           | 4:6, 4:6      |